# Манзанола (Колорадо)
Манзанола (енгл. Manzanola) град је у америчкој савезној држави Колорадо.

## Демографија
По попису из 2010. године број становника је 434, што је 91 (-17,3%) становника мање него 2000. године.
| Група             | 2000.       | 2010.       |
| Белци             | 273 (52,0%) | 222 (51,2%) |
| Афроамериканци    | 3 (0,6%)    | 3 (0,7%)    |
| Азијати           | 3 (0,6%)    | 2 (0,5%)    |
| Хиспаноамериканци | 237 (45,1%) | 200 (46,1%) |
| Укупно            | 525         | 434         |